# Tom Kropp
Thomas Carl "Tom" Kropp (Grand Island, Nebraska, 12 de febrero de 1953) es un exjugador y exentrenador de baloncesto estadounidense que jugó dos temporadas en la NBA y cuatro más en la liga belga. Con 1,91 metros de estatura, jugaba en la posición de base. Fue el entrenador de la Universidad de Kearney State entre 1997 y 2015.

## Trayectoria deportiva

### Universidad
Jugó durante cuatro temporadas con los Lopers de la Universidad de Nebraska en Kerney, en las que promedió 20,5 puntos y 11,2 rebotes por partido. Es el único jugador en la historia de su universidad en promediar un doble-doble al término de su carrera. Actualmente figura como segundo máximo anotador, y quinto en puntos y robos de balón.

### Profesional
Fue elegido en la cuadragésimo octava posición del Draft de la NBA de 1975 por Washington Bullets, y también por los Denver Nuggets en el Draft de la ABA, fichando finalmente por los primeros. En su única temporada en el equipo apenas fue utilizado por su entrenador, K.C. Jones, disputando 25 partidos en los que anotó en total 19 puntos.
Al año siguiente fue traspasado a Chicago Bulls, donde tuvo alguna oportunidad más de juego, promediando 3,3 puntos por partido. Jugó posteriormente cuatro temporadas en la liga belga, donde promedió más de 30 puntos por partido.

### Entrenador
Tras dejar el baloncesto en activo, regresó a su alma mater para ejercer como entrenador asistente, hasta que en 1997, año en que se hizo cargo del puesto de entrenador principal, obteniendo desde entonces un 70% de victorias.

## Estadísticas de su carrera en la NBA

### Temporada regular
| Temporada | Edad | Equipo             | Liga | P  | TIT | MIN | TC  | TCA | %TC  | 3P | 3PA | %3P | TL  | TLA | %TL  | R.OF. | R.DEF. | REB | ASIS | ROB | TAP | PER | FP  | PTS |
| 1975-76   | 22   | Washington Bullets | NBA  | 25 |     | 2.9 | 0.3 | 1.2 | .233 |    |     |     | 0.2 | 0.2 | .833 | 0.2   | 0.4    | 0.6 | 0.3  | 0.1 | 0.0 |     | 0.8 | 0.8 |
| 1976-77   | 23   | Chicago Bulls      | NBA  | 53 |     | 9.1 | 1.4 | 2.9 | .480 |    |     |     | 0.5 | 0.8 | .683 | 0.4   | 0.5    | 0.9 | 0.7  | 0.3 | 0.0 |     | 1.5 | 3.3 |
| Total     |      |                    | NBA  | 78 |     | 7.1 | 1.0 | 2.3 | .440 |    |     |     | 0.4 | 0.6 | .702 | 0.3   | 0.5    | 0.8 | 0.6  | 0.3 | 0.0 |     | 1.2 | 2.5 |

### Playoffs
| Temporada | Edad | Equipo             | Liga | P | TIT | MIN | TC  | TCA | %TC   | 3P | 3PA | %3P | TL  | TLA | %TL | R.OF. | R.DEF. | REB | ASIS | ROB | TAP | PER | FP  | PTS |
| 1975-76   | 22   | Washington Bullets | NBA  | 1 |     | 2.0 | 1.0 | 1.0 | 1.000 |    |     |     | 0.0 | 0.0 |     | 0.0   | 0.0    | 0.0 | 0.0  | 0.0 | 0.0 |     | 1.0 | 2.0 |
| 1976-77   | 23   | Chicago Bulls      | NBA  | 1 |     | 2.0 | 0.0 | 0.0 |       |    |     |     | 0.0 | 0.0 |     | 0.0   | 0.0    | 0.0 | 0.0  | 0.0 | 0.0 |     | 2.0 | 0.0 |
| Total     |      |                    | NBA  | 2 |     | 2.0 | 0.5 | 0.5 | 1.000 |    |     |     | 0.0 | 0.0 |     | 0.0   | 0.0    | 0.0 | 0.0  | 0.0 | 0.0 |     | 1.5 | 1.0 |